# Wieżyczka Boulton Paul Type C
Wieżyczka Boulton Paul Type C – brytyjska lotnicza wieżyczka strzelecka z okresu II wojny światowej uzbrojona w dwa karabiny maszynowe Browning Mk. II kalibru 7,7 mm. Produkowane były dwa różne modele; Boulton Paul Type C Mk I - wieżyczka dziobowa (nose turret) zaprojektowana dla samolotu Handley Page Halifax oraz Boulton Paul Type C Mk II  - wieżyczka grzbietowa, górna (dorsal turret) używana w samolotach Hudson i Ventura.

## Historia

### Mark I

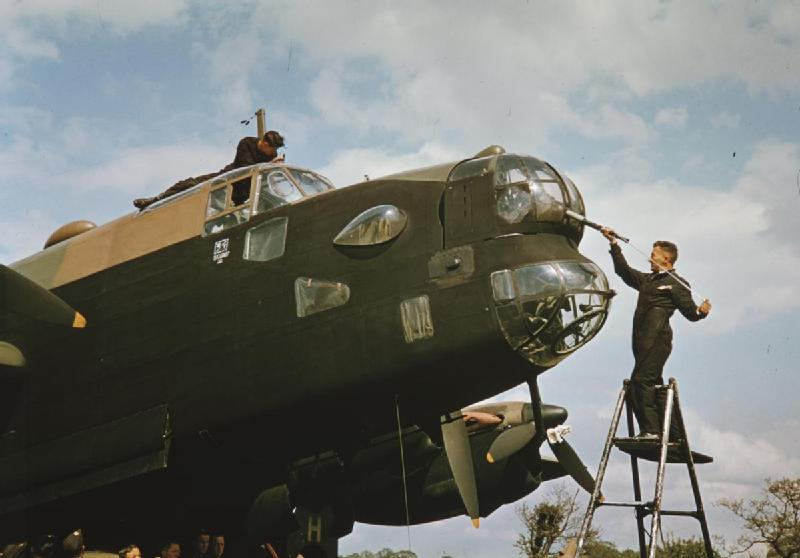
Przednia wieżyczka w Halifaksie

Wieżyczka Boultona Paula była jedną z trzech wieżyczek wybranych do uzbrojenia powstającego wówczas nowego bombowca Handley Page, HP 57 który wszedł do służby jako Halifax. Wieżyczka została specjalnie zaprojektowana dla tego samolotu i do rozmiarów jego kadłuba, została umieszczona nad pozycją bombardiera w taki sposób, aby nie przeszkadzać w jego pracy. Wieżyczka była napędzana systemem elektryczno-hydraulicznym, strzelec używał celownika kolimatorowego typu GIIIA. Zapas amunicji wynosił po 1000 nabojów na karabin, amunicja umieszczona była w skrzynkach obydwu stronach strzelca.
Strzelec miał znakomitą widoczność i dostęp do karabinów maszynowych, a także do wszystkich urządzeń kontrolnych, bezpieczników itp. W razie braku dopływu prądu, wieżyczka mogła być obsługiwana ręcznie, siłą mięśni.
W trakcie pierwszych testów w Halifaksie wieżyczka sprawiała wiele problemów; powodowała poważne wibracje przedniej części kadłuba, kiedy była zwrócona w bok pilot miał poważne trudności z kontrolowanie samolotu, a z powodu oporów powietrza, po jej przesunięciu w bok nie można było jej ponownie ustawić w pozycji centralnej. Problemy próbowano usunąć poprzez szereg modyfikacji, ostatecznie zdecydowano się na zamontowanie klap kompensacyjnych, które automatycznie wysuwały się po przekręceniu wieżyczki w jedną stronę. Wprowadzenie klap zredukowało większość problemów, ale piloci Halifaksów nadal musieli radzić sobie z problemem utrzymania kierunku przy użyciu wieżyczki.
Sama wieżyczka nie była często używana w lotach bojowych, jej główna zaleta polegała na tym, że powstrzymywała ataki myśliwców nieprzyjaciela od fronu.

### Mark II

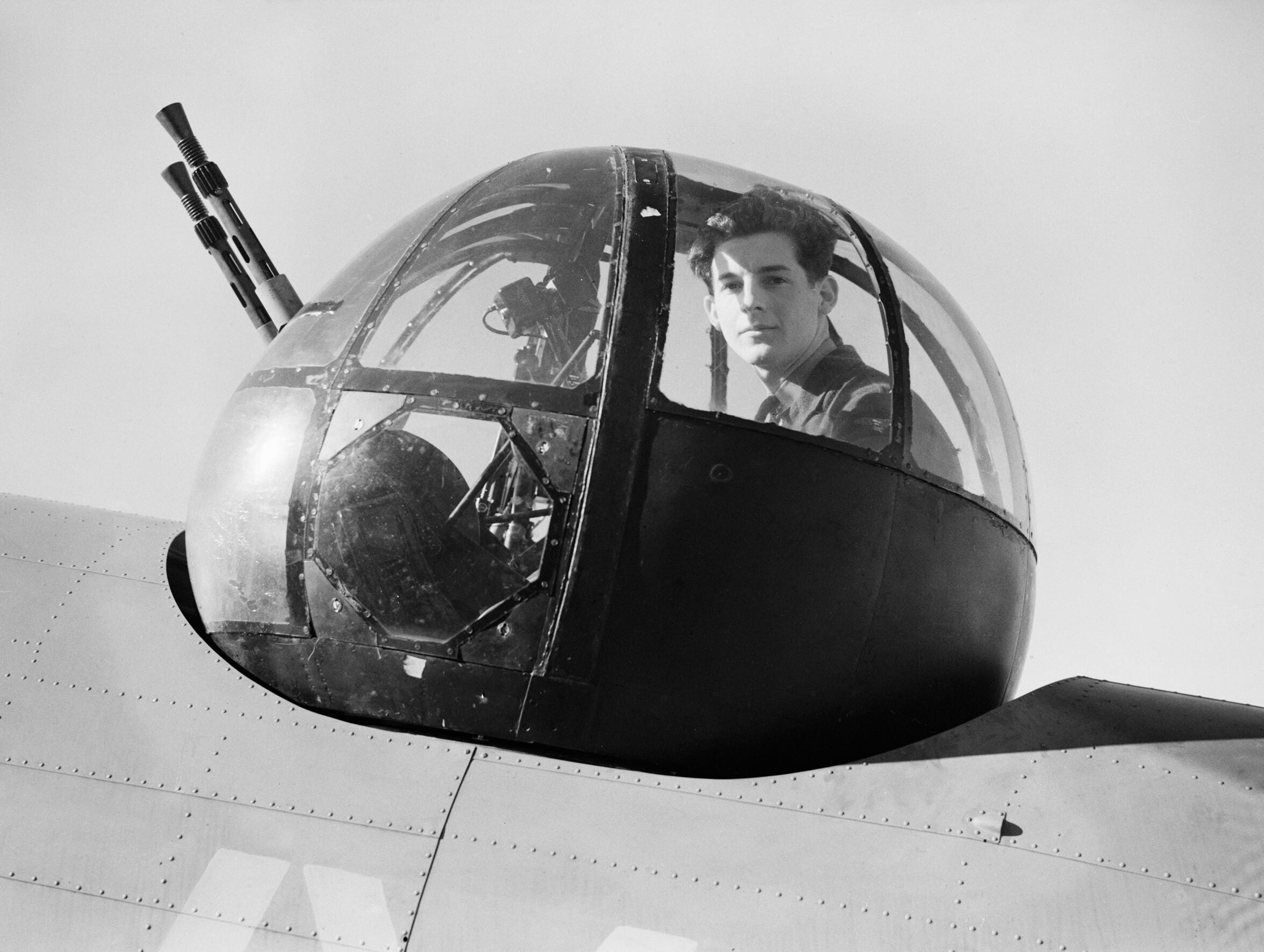
Górna wieżyczka w Hudsonie

Zamówione w 1938 Hudsony miały być dostarczone nieuzbrojone i zakłady Boulton Paul zostały poproszone o zaprojektowanie wieżyczki grzbietowej dla tego samolotu. W tym czasie zakłady były zajęte produkcją wieżyczki Type A dla myśliwca Boulton Paul Defiant i aby maksymalnie uprościć projektowanie i produkcję nowej wieżyczki, zdecydowano zmodyfikować powstającą wówczas wieżyczkę dziobową jako grzbietową poprzez dodanie do niej dużej, bulwiastej owiewki. Pierwszy prototyp został ukończony w dziewięć tygodni. Nowa wieżyczka była bardzo przestronna i oferowała pełne, 360-stopniowe pole ostrzału. W późniejszym czasie używana była także we wczesnych wersjach samolotów Lockheed Ventura i Halifax.
8 października 1939 Hudson z 224 Dywizjonu zestrzelił niemiecką łódź latającą Dornier Do 18 celną serią oddaną z wieżyczki grzbietowej Boulton Paul. Był to pierwszy niemiecki samolot zniszczony w czasie II wojny światowej przez samolot bazujący w Wielkiej Brytanii.

## Dane taktyczno-techniczne
Wszystkie dane za British Aircraft Arnament Vol. 1.
|                         | Type C Mark I                | Type C Mark II               |
| ----------------------- | ---------------------------- | ---------------------------- |
| Pozycja                 | Wieżyczka dziobowa           | Wieżyczka grzbietowa         |
| Napęd                   | Elektryczno-hydrauliczny     | Elektryczno-hydrauliczny     |
| Uzbrojenie              | 2 x 7,7 mm                   | 2 x 7,7 mm                   |
| Zapas amunicji          | 1000 nabojów na karabin      | 1000 nabojów na karabin      |
| Pole ostrzału - poziome | ±50°                         | 360°                         |
| Pole ostrzału - pionowe | -45° - +60°                  | -10° - +60°                  |
| Prędkość obrotowa       | normalna 24°/s, szybka 48°/s | normalna 24°/s, szybka 48°/s |
| Masa własna             |                              | 180 kg                       |
| Masa uzbrojona          |                              | 261 kg                       |